# 本善寺 (奈良県吉野町)
本善寺（ほんぜんじ）は、奈良県吉野郡吉野町にある浄土真宗本願寺派の寺院。別称飯貝御坊、山号は六雄山（むつおざん）。

## 歴史

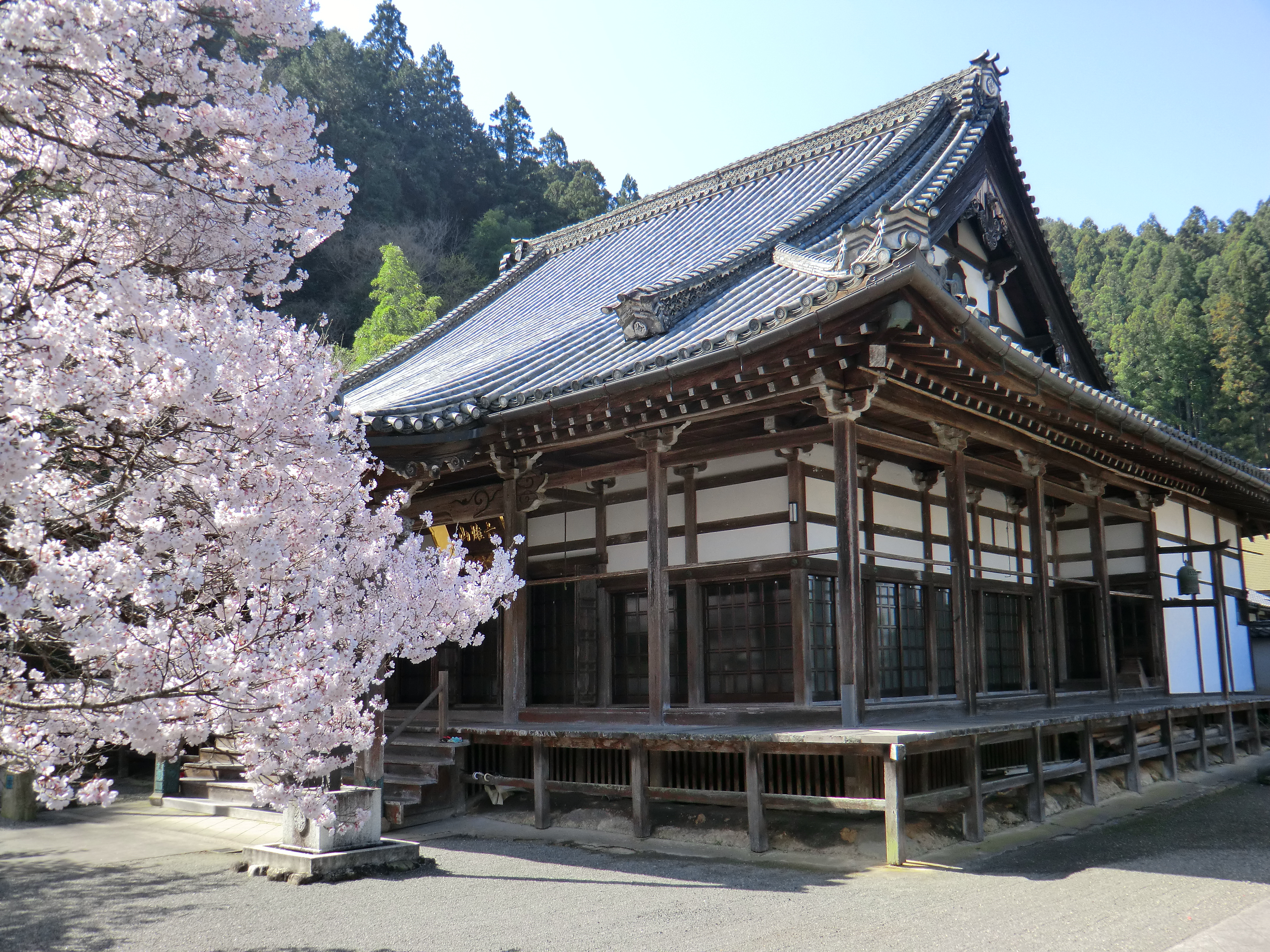
本堂

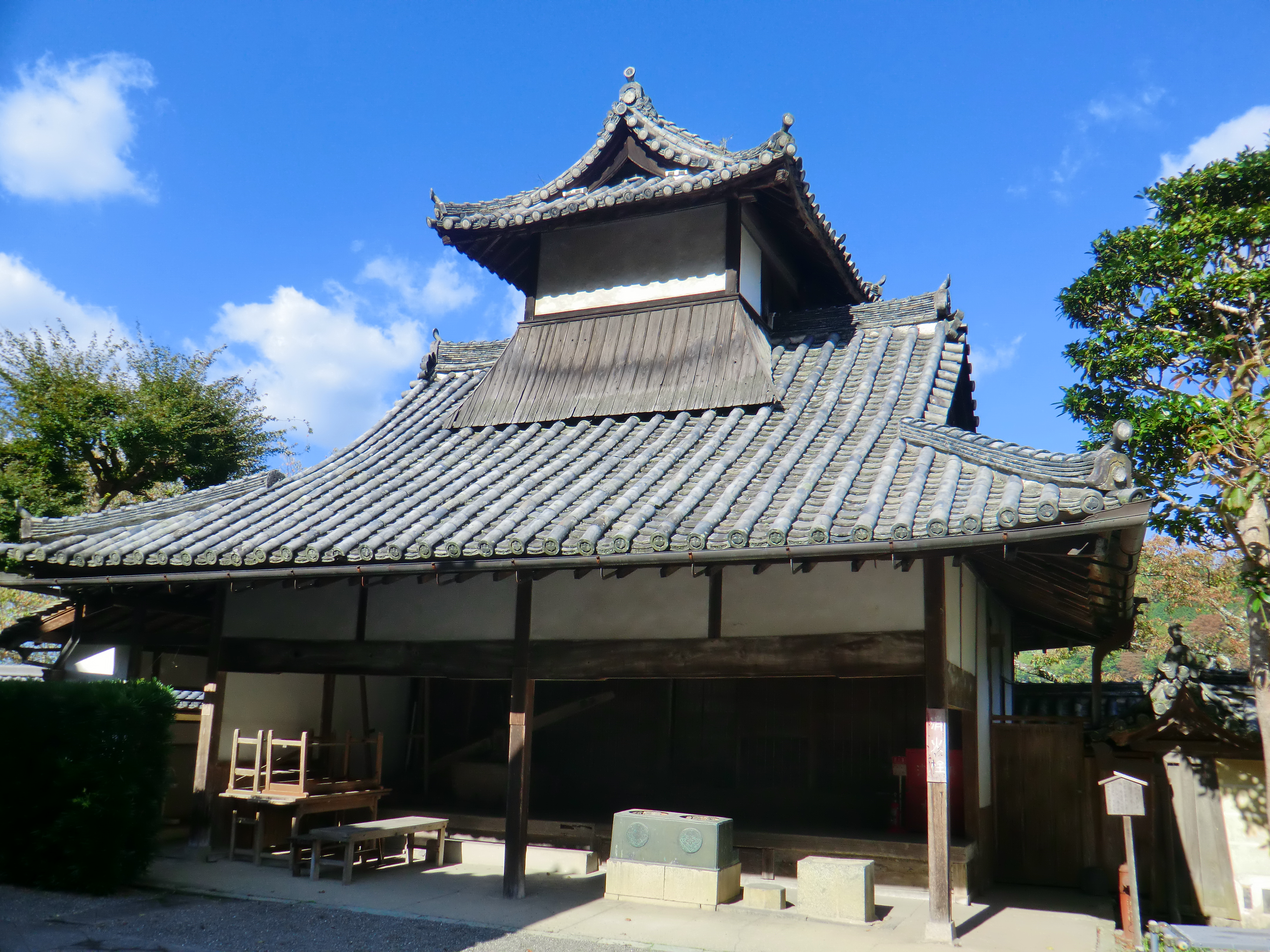
茶所

1476年（文明8年）、蓮如が飯貝の地に創建。1495年（明応4年）に蓮如の子実孝（兼継）が入寺し開基となる。しかし、従来吉野一帯は金峯山寺の支配下にあったためたびたび衝突を繰り返し、背後の六雄山に砦を構えて僧兵同士の小競り合いが絶えなかった。
その後、吉野地方の本願寺末86ヶ寺を束ねて隆盛を得たが、戦国時代に入り本願寺が織田信長と対立すると、本善寺も門徒を率いて石山本願寺攻めに応戦。信長は筒井順慶に本善寺破却の命を下し、1578年（天正6年）、筒井軍により堂宇の大半が破壊された。この時、下市の願行寺も共に灰燼に帰している。
江戸時代に入って寛文年間（1670年頃）に堂宇が復興され、連枝格の別格本山（中本山）として大和地方一帯の崇敬寺院となった。江戸時代以降も、宗主大谷家からの入嫁、宗主の後見など、本山と密接な関係にあったことが知られる。寺には元禄12年（1699）8月14日に本願寺飛雲閣で挙行された「揚徳院（宗主寂如の母）二十五年忌」のしつらいを示す「飛雲閣古図」が残されている。

## 境内
境内には本堂のほか、欅造の山門、太鼓楼、本堂裏に蓮如墓所がある。また、蓮如以降の歴代法主の遺骨が納まる納骨堂がある。2010年、本堂・蓮如堂・蓮如堂拝堂・経蔵・鐘楼・茶所・玄関・客殿・御成御殿・庫裏・山門が国の登録有形文化財に登録された。